# Hans Ertel

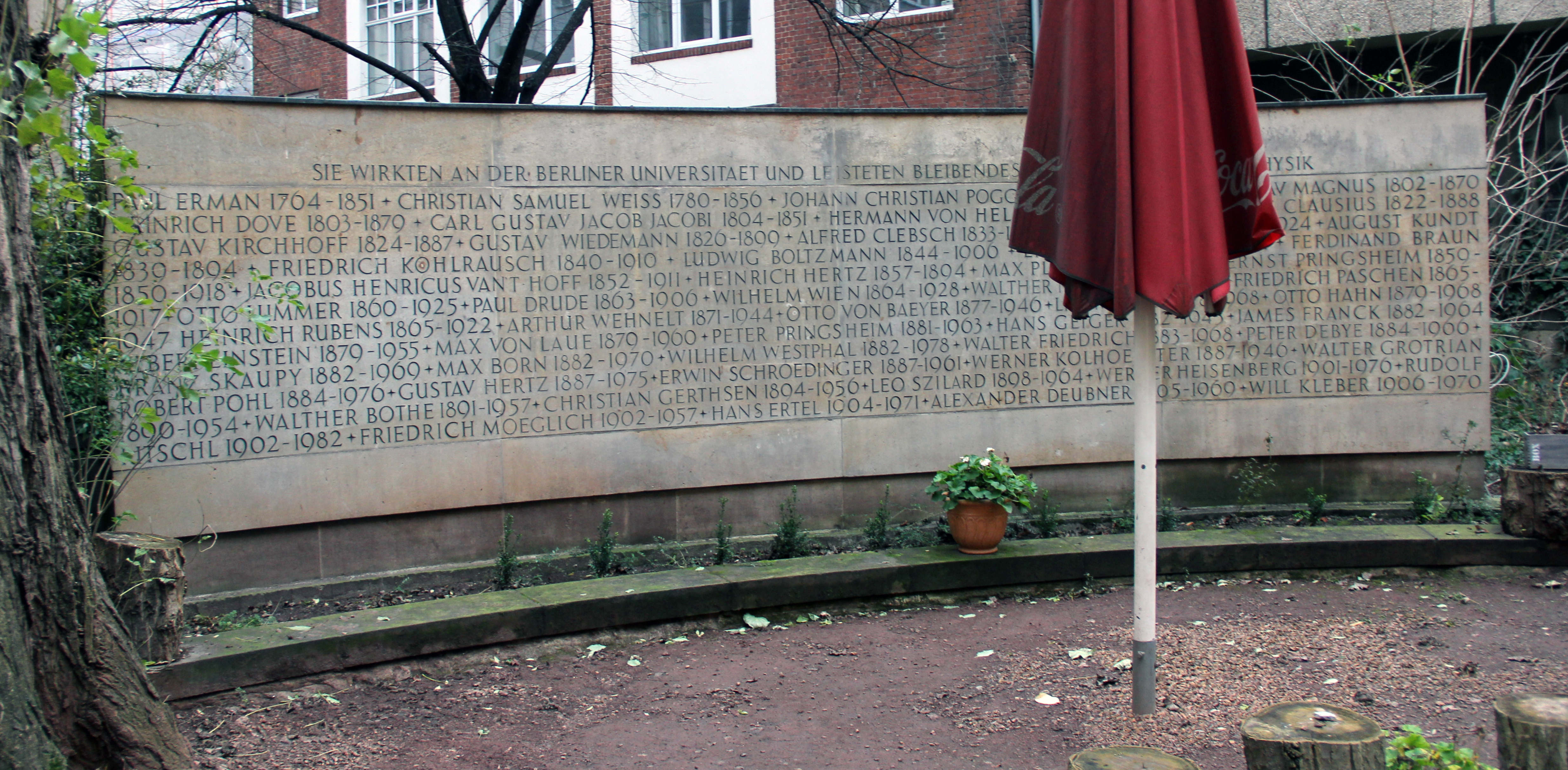
Gedenkstein, Invalidenstraße 110, in Berlin-Mitte

Hans Richard Max Ertel (* 24. März 1904 in Berlin; † 2. Juli 1971 ebenda) war ein deutscher Naturwissenschaftler, Pionier der Geophysik, der Meteorologie und der Hydrodynamik.

## Leben und Werk
Hans Ertel begann seine wissenschaftliche Karriere am früheren Preußischen Meteorologischen Institut, wo er durch Vertreter der österreichischen Schule der Meteorologie (Heinrich von Ficker und Albert Defant) geprägt und nachhaltig gefördert wurde. Die Arbeiten des in Wien lebenden Felix Maria von Exner-Ewarten, führender theoretischer Meteorologe seiner Zeit, setzte Ertel fort und vollendete viele davon. Früh entwickelte er sich zu einem fähigen theoretischen Physiker, der in diesem Fach schon als junger Mann Forschungsergebnisse oder theoretische Ansätze veröffentlichte. Ertels berühmtes Wirbeltheorem (potentielle Vorticity) von 1942 gehört heute zum Basiswerk der modernen Geo- und Kosmosphysik. Am 29. Juli 1940 beantragte er die Aufnahme in die NSDAP und wurde zum 1. Oktober desselben Jahres aufgenommen (Mitgliedsnummer 8.183.510). Von 1934 bis 1942 war Ertel Assistent bzw. Observator am Meteorologischen Institut der Berliner Universität und dort ab 1938 zugleich Privatdozent und seit 1941 außerordentlicher Professor. Zu seinen Studenten gehörte der spätere Direktor und Professor, Sachgebiets-, Referats- und stellvertretender Leiter der Abteilung Meereskunde  im  Deutschen Hydrographischen Institut Hartwig Weidemann.
1943 erhielt er die Position eines Ordinarius für Meteorologie und Geophysik an der Universität Innsbruck, hörte auch Vorlesungen bei Arnold Sommerfeld. Nach dem Krieg interessierte sich Ertel für eine Professur für Geophysik an der Universität München, erhielt stattdessen 1946 eine Berufung als Professor für Geophysik an die Berliner Universität, wo er auch Direktor des zur Universität gehörenden Instituts für Meteorologie und Geophysik wurde. 
Auf Einladung verschiedener Wissenschaftler wie Hilding Köhler, Markus Baath und Else Rossby, mit denen ihn auch eine langjährige Freundschaft verband, hielt Ertel Vorlesungen an der Schwedischen Universität in Stockholm und Uppsala, nahm an Kongressen teil und sorgte so für ein gutes Renommee seines Forschungsbereiches an der Berliner Universität.
Als Mitglied der Deutschen Akademie der Wissenschaften zu Berlin (DAW) gründete und leitete Ertel ab 1948 das Institut für Physikalische Hydrographie dieser Akademie. 1949 wurde Ertel zum Ordentlichen Mitglied der DAW gewählt und war von 1951 bis 1961 deren Vizepräsident. In dieser Zeit veranlasste er die Gründung einiger neuer Akademie-Institute und sorgte auch dafür, dass während der Internationalen Geophysikalischen Jahre (1957/58 und 1958/59) eine gesamtdeutsche Teilnahme erfolgen konnte. Im Jahr 1955 wurde er zum Mitglied der Leopoldina gewählt.
Die Forschungen zur Geoökologie, die unter seiner Leitung im Institut begannen, gelten heute als Pionierarbeiten. Die folgenden Forschungsschwerpunkte aus seiner Zeit als Leiter des Instituts bereicherten die wissenschaftlichen Erkenntnisse und Fachrichtungen in starkem Maße:
- physikalische Hydrografie (mehr als 60 Arbeiten)
- theoretische Hydrodynamik
- spezielle Hydrodynamik der nördlichen deutschen Seen und Küsten
- hydraulische Nomografie
- hydrografische Kartografie
- die Wettergeschichte Europas
- theoretische Mechanik (ab 1960).

Die Ergebnisse der Arbeiten wurden regelmäßig in internationalen und nationalen Fachzeitschriften (z. B. den Monatsberichten der Deutschen Akademie der Wissenschaften) sowie in der institutseigenen Zeitschrift Acta Hydrophysica veröffentlicht und führten in kurzer Zeit zu hohem internationalen Ansehen seiner Person und seines Institutes.
Über sein Institut hinaus sorgte Ertel für das Erscheinen der Zeitschriften Gerlands Beiträge zur Geophysik, Zeitschrift für Meteorologie, Forschungen und Fortschritte und arbeitete selbst an der Deutschen Literaturzeitschrift mit. Er hielt weiterhin Gastvorträge im Ausland, besonders auf Konferenzen, beteiligte sich an Forschungsreisen und unterstützte länderübergreifende Projekte.
Persönlich kümmerte sich Ertel um den Küstenschutz, um die theoretische Geomorphologie, um meteorologische Probleme und um Kosmologie.
Er fand seine letzte Ruhe auf dem landeseigenen Friedhof Hessenwinkel, Biberpelzstr. 29 in Treptow-Köpenick (Lage).

## Veröffentlichungen (Auswahl)
In der Akademiebibliothek der Berlin-Brandenburgischen Akademie der Wissenschaften wurden von ihm folgende Publikationen hinterlegt:
- Oceanography and hydrography (Hans Ertel) – Bremen (u. a.): AKGGP/SHGCP, Science Ed., 2006
- Geophysical hydrodynamics and Ertel's potential vorticity (Hans Ertel) – Bremen: Rönnebeck, 1991
- Eine Beziehung zwischen dem Wirbel, der Wirbelbeschleunigung und dem Beschleunigungspotential in Strömungsfeldern perfekter, inkompressibler Flüssigkeiten (Aufsatz)
- Stationäre Triftströme im Ozean bei inhomogener Tangentialspannung des Windes (Aufsatz)
- Kinematik und Dynamik formbeständig wandernder Transversaldünen (Aufsatz)
- Litorale Abrasion und küstenparalleler Sinkstoff-Transport (Aufsatz)
- Die Nullfläche der Tangentialspannung in Seen bei stationärem Windstau (Aufsatz)
- Theorie und Verteilung des Salzgehalts an der Meeresoberfläche als Funktion der Verdunstung und des Niederschlags (Aufsatz)
- Eine Beziehung zwischen den Nullflächen der Geschwindigkeit und der Tangentialspannung in Seen bei stationärem Windstau (Aufsatz)

## Trivia
Ertel ist Namensgeber des Hans-Ertel-Zentrums (HErZ) für Wetterforschung, ein unter dem Dach des  Deutschen Wetterdienstes gefördertes Forschungsnetzwerk für Grundlagenforschung zur Verbesserung der Wettervorhersage und des Klimamonitoring.